# I’m Sprung
T-Pain amerikai R&B énekes első kislemeze a Rappa Ternt Sanga című albumáról.
2005. nyár végén jelent meg.Nagy sikere volt Billboard Hot 100-on a 8. helyig jutott.Más slágerlistákon is nagy sikere volt, például Hot R&B/Hip-Hop Songs-on, ahol a 9. helyig jutott és a Pop 100-on ahol a 17. helyet tudta megszerezni.